# Citizen Way
Citizen Way, anteriormente conocida como The Least of These, es una banda de música cristiana contemporánea y rock cristiano de Elgin, Illinois. Ben Blascoe se retiró de la banda en 2015. La banda se mudó a Nashville, Tennessee en 2016 y Josh Calhoun se fue después de ese tiempo. En diciembre de 2019, Daniel Olsson y David Blascoe publicaron en las redes sociales que también dejarían el grupo. 

## Inicios
Citizen Way es de Elgin, Illinois, fundada por dos grupos de hermanos Ben Blascoe en el bajo, David Blascoe en la batería, Ben Calhoun en la voz y la guitarra y Josh Calhoun en la guitarra, el teclado y la voz. El nombre de su banda original era The Least of These, cuando estaban juntos en la Universidad Judson.  Esta banda ha estado junta desde 2004. Se mudaron a Nashville, Tennessee en 2016.
La banda lanzó su sencillo debut, "Should've Been Me", junto al sello Fair Trade Services el 26 de junio de 2012. Su segundo sencillo, "Nothing Ever (Could Separate Us)", fue lanzado en junio de 2013. Su tercer sencillo, "How Sweet the Sound", fue lanzado el 27 de septiembre de 2013, y se ha convertido en su primer sencillo número 1. Se ha posicionado en Christian AC Indicator y Soft AC / Inspirational, alcanzando el No. 1 en la lista Christian Soft AC / Inspirational el 3 de abril de 2014. El sencillo pasó cuatro semanas en la cima de la lista Christian Soft AC / Inspirational.

## Discografía

### Álbumes
| Año  | Álbum | Posiciones más altas | Posiciones más altas | Posiciones más altas |
| Año  | Álbum | US                   | US Christ.           | US Heat.             |
| ---- | --- | -------------------- | -------------------- | -------------------- |
| 2013 | Love Is the Evidence - Fecha de lanzamiento: 23 de abril de 2013 - Sello discográfico: Fair Trade Services - Formatos disponibles: CD, descarga digital | —                    | 22                   | 4                    |
| 2016 | 2.0 - Fecha de lanzamiento: 11 e marzo de 2016 - Sello discográfico: Fair Trade - Formatos disponibles: CD, descarga digital                            | —                    | 9                    | —                    |
| 2019 | Love Is a Lion - Fecha de lanzamiento: 18 de octubre de 2019 - Sello discográfico: Fair Trade - Formatos disponibles: CD, descarga digital              | —                    | —                    | —                    |

### Sencillos
| Año  | Título                                         | Posiciones más altas | Posiciones más altas | Posiciones más altas | Posiciones más altas | Posiciones más altas | Álbum                |
| Año  | Título                                         | US Christ            | US Christian Airplay | US Christ Digital    | US Christ AC         | Christian AC Ind.    | Álbum                |
| ---- | ---------------------------------------------- | -------------------- | -------------------- | -------------------- | -------------------- | -------------------- | -------------------- |
| 2012 | "Should've Been Me"                            | 14                   | 14                   | —                    | 10                   | 4                    | Love Is the Evidence |
| 2013 | "Nothing Ever (Could Separate Us)"             | 13                   | 13                   | —                    | 16                   | 7                    | Love Is the Evidence |
| 2014 | "How Sweet the Sound"                          | 11                   | 5                    | 10                   | 2                    | 3                    | Love Is the Evidence |
| 2014 | "Evidence"                                     | 23                   | 20                   | —                    | 16                   | 17                   | Love Is the Evidence |
| 2016 | "When I'm with You"                            | 22                   | 12                   | 17                   | 10                   | 16                   | 2.0                  |
| 2017 | "I Will"                                       | 46                   | 39                   | —                    | —                    | 23                   | 2.0                  |
| 2017 | "Bulletproof"                                  | 9                    | 7                    | 4                    | 4                    | 1                    | 2.0                  |
| 2018 | "WaveWalker" (junto a Bart Millard de MercyMe) | 35                   | 38                   | —                    | 25                   | 17                   | Love Is a Lion       |
| 2019 | "The Lord's Prayer"                            | —                    | 41                   | —                    | —                    | 22                   | Love Is a Lion       |